# Elegante zandroofvlieg
De elegante zandroofvlieg (Stichopogon elegantulus) is een vliegensoort uit de familie van de roofvliegen (Asilidae). De wetenschappelijke naam van de soort is voor het eerst geldig gepubliceerd in 1820 door Wiedemann in Meigen.